# Let's Dance (programma televisivo)
Let's Dance è stato un programma televisivo (talent show) andato in onda il 1º dicembre 2010 su Canale 5, prodotto dalla Fascino PGT di Maria De Filippi e condotto da Vanessa Incontrada e Claudio Amendola.

## Il programma
Il format, importato dall'Inghilterra, prevedeva una gara tra 10 concorrenti divisi in due cinquine. In finale arrivavano i due più votati dal televoto più due ripescati. I protagonisti dello show erano personaggi famosi della politica, sport, televisione, giornalismo italiano. In gara infatti figuravano: Mara Maionchi insieme a Alessandra Celentano e Katia Ricciarelli, poi le tenniste vincitrici della Federation Cup (tra cui Flavia Pennetta), tre giocatori della nazionale di Rugby italiana, quattro giocatori della Roma (Borriello, Okaka, Rosi, Sergio), Alberto Bilà e Cesara Buonamici, Luca Giurato, Antonello Fassari insieme a Gian Piero Galeazzi, i ragazzi della casa famiglia di suor Paola, i maestri di Amici (Vessicchio, Zerbi, Fontana, Di Michele), i politici Buonanno e Concia. La puntata che aveva uno scopo benefico ha portato alla vittoria grazie al televoto dei giocatori della Roma che hanno donato il premio finale di 100.000 euro alla fondazione Archè. Il talent prevedeva che ciascun concorrente ballasse una coreografia ispirata a grandi musical o film o grandi cantanti con travestimenti del tutto particolari.

### Cancellazione
Inizialmente il programma era previsto per 10 puntate ma alla fine ridotti fino alla puntata zero per bassi ascolti, e dopo la puntata zero il programma fu cancellato.

### Giuria
La giuria aveva il compito di giudicare le esibizioni dei concorrenti e in più aveva il compito di ripescare due concorrenti.

## Ascolti della puntata zero (1º dicembre 2010)
| Data             | Rete     | Telespettatori | Share  | Fonte |
| ---------------- | -------- | -------------- | ------ | ----- |
| 1º dicembre 2010 | Canale 5 | 3.002.405      | 12,65% | [ 2 ] |